# Битка при Ладе (494 пр.н.е.)
Битката при Ладе (на старогръцки: Ναυμαχία τῆς Λάδης, Naumachia tēs Ladēs) е морска битка и се състои при остров Ладе близо до Милет през 494 пр.н.е. в Мала Азия, между персийците на Дарий I Велики и въстаналите йонийски градове. Командир на персите е Артаферн I, по-малък брат на Дарий I, а на йонийците Дионисий Фокейски.
Битката завършва с победа на персийците. Тя служи като прелюдия на множеството битки от Гръко-персийските войни (500 – 448 пр.н.е.)